# Marty Feldman
Martin Alan (Marty) Feldman (Londen, 8 juli 1934 – Mexico-Stad, 2 december 1982) was een Engelse schrijver, komiek en film- en televisieacteur, beroemd om zijn uitpuilende ogen, die het resultaat van een schildklierziekte waren.

## Levensloop
Feldman werd geboren in het Londense East End, de zoon van Joodse immigranten uit Kiev, Oekraïne. Hij verliet de school op zijn vijftiende en begon zijn carrière in de showbusiness als trompetspeler maar ging al spoedig verder in komedie. Hij vormde in 1954 een schrijversduo met Barry Took. Voor de Britse televisie schreven zij situatiekomedies The Army Game, Bootsie and Snudge en het baanbrekende BBC-radioprogramma Round the Horne met in de hoofdrollen Kenneth Horne en Kenneth Williams. Feldman was ook schrijver voor The Frost Report samen met toekomstige leden van Monty Python.
De televisiesketch-komedieserie At Last the 1948 Show toonde de eerste prestaties van Feldman op het tv-scherm. In de eerste uitzending van een gedenkwaardige sketch op 1 maart 1967 kwelde Feldman een geduldige winkelmedewerker (John Cleese) door naar een reeks gefingeerde boeken te vragen, uiteindelijk succes bereikend met Ethel the Aardvark goes Quantity Surveying. De sketch maakte later deel uit van het Monty Python-toneelrepertoire en staat in een versie ook op de langspeelplaat Monty Python's Contractual Obligation Album (allebei zonder Feldman).
In zijn langspeelfilm-filmografie vallen zijn twee samenwerkingen met Mel Brooks op: de succesrijke horrorfilmparodie Young Frankenstein (1974) en de stomme filmparodie Silent Movie (1976). Feldman waagde zich ook twee keer aan filmregie. The Last Remake of Beau Geste (1977), een parodie op het Beau Geste-personage dat in dienst is van het Franse Vreemdelingenlegioen, is de meest vermeldenswaardige.
Feldman overleed in 1982 op 48-jarige leeftijd aan een hartaanval tijdens het filmen van Yellowbeard in Mexico-Stad en is begraven in Los Angeles.

## Filmografie
- 1969 - The Bed Sitting Room (Richard Lester)
- 1970 - Every Home Should Have One (Jim Clark)
- 1971 - The Magnificent Seven Deadly Sins (episode 'Sloth') (Graham Stark)
- 1974 - Young Frankenstein (Mel Brooks)
- 1975 - The Adventure of Sherlock Holmes' Smarter Brother (Gene Wilder)
- 1975 - Closed Up-Tight (Cliff Owen)
- 1976 - 40 gradi all'ombra del lenzuolo (Sex With a Smile) (episode 'La guardia del corpo') (Sergio Martino)
- 1976 - Silent Movie (Mel Brooks)
- 1977 - The Last Remake of Beau Geste (Marty Feldman)
- 1980 - In God We Tru$t (Marty Feldman)
- 1982 - Slapstick (Of Another Kind) (Steven Paul)
- 1983 - Yellowbeard (Mel Damski)

- Bibsys: 99030517
- Biblioteca Nacional de España: XX1184637
- Bibliothèque nationale de France: cb138938431 (data)
- Gemeinsame Normdatei: 13819890X
- International Standard Name Identifier: 0000 0001 1751 4428
- Library of Congress Control Number: n85173482
- Nationale Bibliotheek van Tsjechië: pna2009482709
- Nationale Bibliotheek van Israël: 987007432305505171
- Nationale Bibliotheek van Polen: a0000002119812
- Nederlandse Thesaurus van Auteursnamen: 070492573
- SNAC: w67q1cr1
- Système universitaire de documentation: 11423132X
- Virtual International Authority File: 24787031
- WorldCat: E39PBJh8MwTTByDdwQFdC8tVG3